# Hurghada International
Le tournoi Hurghada International est un tournoi de squash qui se tient à Hurghada en mai. Le premier tournoi se déroule en 2002 et la dernière édition en 2011. L'Égyptienne Omneya Abdel Kawy participe à 8 finales dont quatre victorieuses. Ramy Ashour remporte toutes les éditions masculines.

## Palmarès

### Hommes
| Année | Champion           | Finaliste          | Score en finale                 |
| ----- | ------------------ | ------------------ | ------------------------------- |
| 2011  | Ramy Ashour        | Karim Darwish      | 11-7, 9-11, 12-14, 11-9, 11-3,  |
| 2010  | Pas de compétition | Pas de compétition | Pas de compétition              |
| 2009  | Ramy Ashour        | Grégory Gaultier   | 7-11, 11-5, 11-3, 11-8          |
| 2008  | Ramy Ashour        | Amr Shabana        | 12-10, 9-11, 11-7, 9-11, 10-12, |

### Femmes
| Année | Championne        | Finaliste         | Score en finale                |
| ----- | ----------------- | ----------------- | ------------------------------ |
| 2011  | Raneem El Weleily | Omneya Abdel Kawy | 11-5, 12-10, 11-9,             |
| 2010  | Omneya Abdel Kawy | Engy Kheirallah   | 11-4, 11-8, 14-12,             |
| 2009  | Omneya Abdel Kawy | Rachael Grinham   | 11-7, 9-11, 11-3, 11-13, 12-10 |
| 2008  | Omneya Abdel Kawy | Jenny Duncalf     | 9-1, 9-4, 9-2,                 |
| 2007  | Rachael Grinham   | Omneya Abdel Kawy | 9-4, 9-6, 9-4,                 |
| 2006  | Omneya Abdel Kawy | Rachael Grinham   | 9-6, 9-2, 7-9, 0-9, 9-2        |
| 2005  | Rachael Grinham   | Omneya Abdel Kawy | 1-9, 2-9, 9-4, 9-3, 10-8       |
| 2004  | Rachael Grinham   | Omneya Abdel Kawy | 9-5, 9-1, 9-4                  |
| 2003  | Carol Owens       | Rachael Grinham   | 9-5, 9-1, 9-5                  |
| 2002  | Natalie Grainger  | Cassie Jackman    | 9-2, 9-2, rtd                  |